# 13. ročník udílení Critics' Choice Movie Awards
13. ročník udílení Critics' Choice Movie Awards se konal 7. ledna 2008. Ceremoniál moderoval D. L. Hughley.

## Vítězové a nominovaní
Tučně je označen vítěz.
| Nejlepší film | Nejlepší režisér | Nejlepší herec |
| --- | --- | --- |

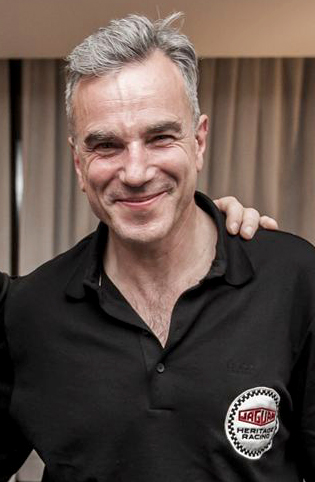
Daniel Day-Lewis, vítěz v kategorii nejlepší mužský herecký výkon v hlavní roli

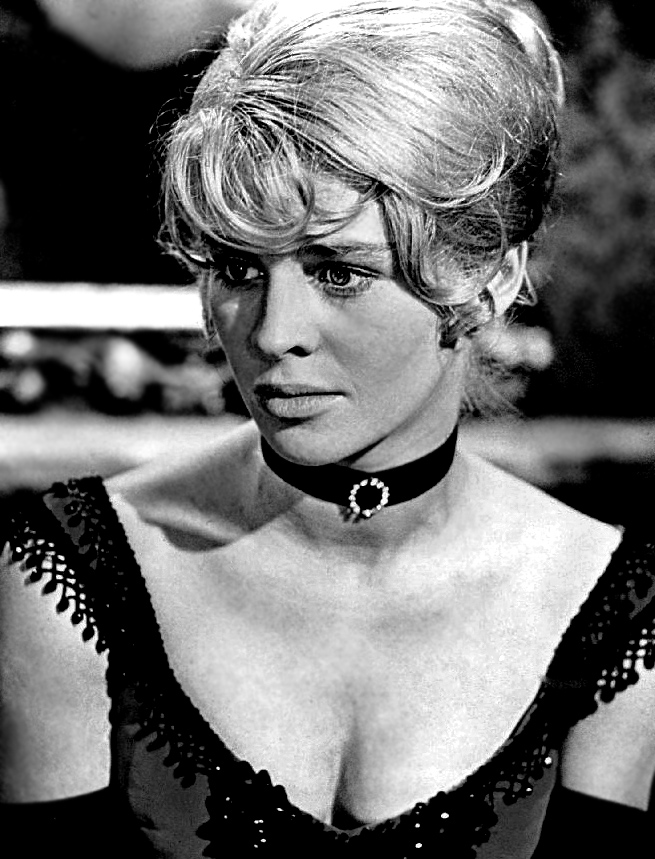
Julie Christie, vítězka v kategorii nejlepší ženský herecký výkon v hlavní roli

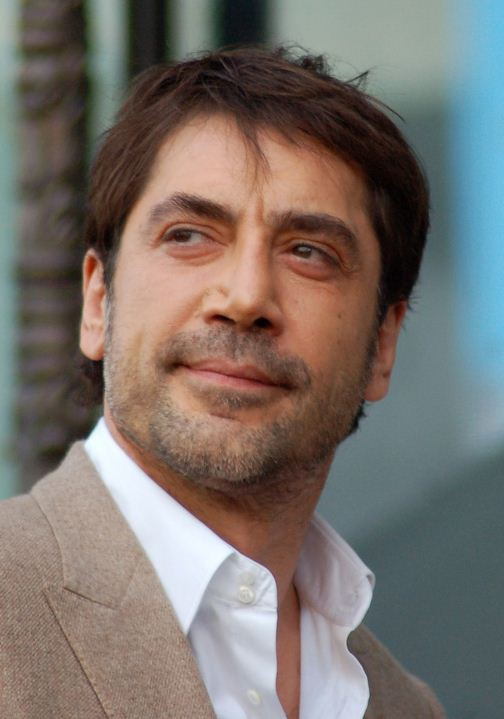
Javier Bardem, vítěz v kategorii nejlepší mužský herecký výkon ve vedlejší roli

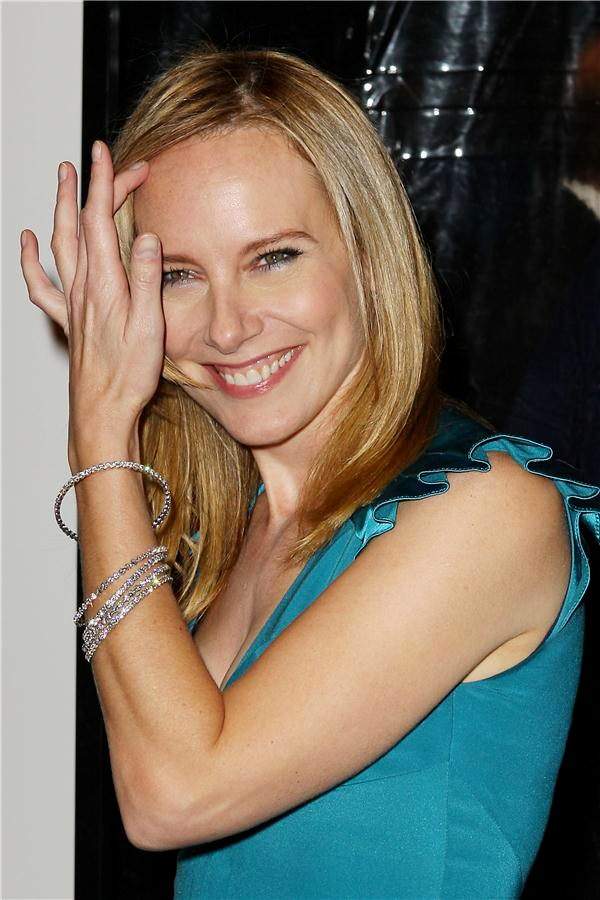
Amy Ryan, vítězka v kategorii nejlepší ženský herecký výkon ve vedlejší roli

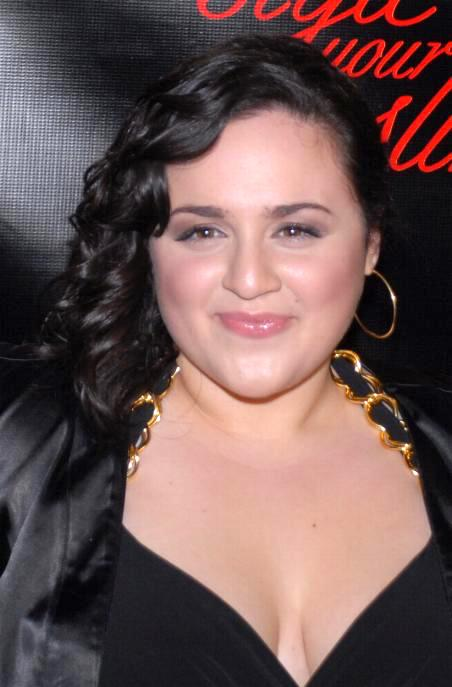
Nikki Blonsky, vítězka v kategorii nejlepší mladá herečka

| Tahle země není pro starý - Americký gangster - Pokání - Skafandr a motýl - Útěk do divočiny - Juno - Lovec draků - Michael Clayton - Sweeney Todd: Ďábelský holič z Fleet Street - Až na krev                         | Tahle země není pro starý – Bratři Coenové - Sweeney Todd: Ďábelský holič z Fleet Street – Tim Burton - Než ďábel zjistí, že seš mrtvej – Sidney Lumet - Útěk do divočiny – Sean Penn - Skafandr a motýl – Julian Schnabel - Pokání – Joe Wright | Daniel Day-Lewis – Až na krev - George Clooney – Michael Clayton - Johnny Depp – Sweeney Todd: Ďábelský holič z Fleet Street - Ryan Gosling – Lars a jeho vážná známost - Emile Hirsch – Útěk do divočiny - Viggo Mortensen – Východní přísliby                                                                     |
| Nejlepší herečka | Nejlepší herec ve vedlejší roli | Nejlepší herečka ve vedlejší roli |
| Julie Christie – Daleko od ní - Amy Adamsová – Kouzelná romance - Cate Blanchettová – Královna Alžběta: Zlatý věk - Marion Cotillard – Edith Piaf - Ellen Page – Juno                                                  | Javier Bardem – Tahle země není pro starý - Casey Affleck – Zabití Jesseho Jamese zbabělcem Robertem Fordem - Philip Seymour Hoffman – Soukromá válka pana Wilsona - Hal Holbrook – Útěk do divočiny - Tom Wilkinson – Michael Clayton           | Amy Ryan – Gone Baby Gone - Cate Blanchettová – Beze mě: Šest tváří Boba Dylana - Catherine Keener – Útěk do divočiny - Vanessa Redgrave – Pokání - Tilda Swintonová – Michael Clayton |
| Nejlepší mladý herec | Nejlepší mladá herečka | Nejlepší filmové obsazení |
| Ahmad Khan Mahmoodzada – Lovci draků - Michael Cera – Juno - Michael Cera – Superbad - Freddie Highmore – Melodie mého srdce - Edward Sanders – Sweeney Todd: Ďábelský holič z Fleet Street                            | Nikki Blonsky – Hairspray - Dakota Blue Richards – Zlatý kompas - AnnaSophia Robbová – Most do země Terabithia - Saoirse Ronanová – Pokání | Hairspray - Juno - Tahle země není pro starý - Sweeney Todd: Ďábelský holič z Fleet Street - Gone, Baby Gone - Než ďábel zjistí, že seš mrtvej |
| Nejlepší scénář | Nejlepší televizní film | Nejlepší animovaný film |
| Juno – Diablo Cody - Tahle země není pro starý – Bratři Coenové - Michael Clayton – Tony Gilroy - Lars a jeho vážná známost – Nancy Oliver - Útěk do divočiny – Sean Penn - Soukromá válka pana Wilsona – Aaron Sorkin | Mé srdce pohřběte u Wounded Knee - V síti CSI - Tin Man - Boj | Ratatouille - Pan Včelka - Beowulf - Shrek Třetí - Simpsonovi ve filmu |
| Nejlepší filmová komedie | Nejlepší rodinný film | Nejlepší dokument |
| Juno - Život podle Dana - Hairspray - Zbouchnutá - Superbad | Kouzelná romance - Melodie mého srdce - Zlatý kompas - Hairspray - Harry Potter a Fénixův řád | SiCKO - Za Dárfúr! - Ve stínu Měsíce - The King of Kong - Konec v nedohlednu - Žraločí voda |
| Nejlepší cizojazyčný film | Nejlepší skladatel | Nejlepší písnička |
| Skafandr a motýl (Spojené státy americké) - 4 měsíce, 3 týdny a 2 dny (Rumunsko) - Edith Piaf (Francie) - Touha, opatrnost (Tchaj-wan) - Sirotčinec (Španělsko)                                                        | Až na krev– Johnny Greenwood - 3:10 Vlak do Yumy – Marco Beltrami - Pokání – Dario Marianelli - Kouzelná romance – Alan Menken - Grace už není – Clint Eastwood - Touha, opatrnost – Alexandre Desplat                                           | „Falling Slowly“ – Glen Hansard a Markéta Irglová – Once - „That's How You Know“ – Amy Adamsová – Kouzelná romance - „Come So Far“ – Queen Latifah, Nikki Blonsky, Zac Efron a Elijah Kelley – Hairspray - „Do You Feel Me“ – Anthony Hamilton – Americký gangster - „Guaranteed“ – Eddie Vedder – Útěk do divočiny |